# Parque nacional de Khaudom
El Parque nacional de Khaudom es una reserva natural aislada situada en el desierto de Kalahari, en el oeste de la Franja de Caprivi, en el noreste de Namibia. Se trata de una reserva muy remota e inaccesible, pero que es el hogar de algunos magníficos animales como el león y la hiena. El parque también cuenta con un camping para los visitantes.
El parque nacional de Khaudom se encuentra en pleno desierto de Kalahari, pero tres ríos secos principales, el Omiramba, Nhoma, Cwiba y Khaudom fluyen por el parque natural. Ellos juegan un papel ecológico importante, cuando hay precipitaciones durante la estación lluviosa.